# Gödik Fincke
Gödik Fincke, född i slutet av 1540-talet, död 1617 var ett svenskt riksråd, befallningshavande på Olofsborg 1582-99 och nedkämpare av klubbekriget 1597. 
Gödik Fincke var son till Gustaf Fincke och anges vid arvskiftet efter fadern 1566 först, varför han troligen var äldste sonen. I samband med utbrottet av Nordiska tjugofemårskriget trädde han i krigstjänst men sårades svårt i slaget vid Lode och blev därefter oduglig för fortsatt krigstjänst, och innehade därefter olika civila uppdrag.
I striden mellan hertig Karl (IX) och Sigismund intog han en försiktig hållning trots kungavänlighet och slapp undan med livet i behåll genom att överlämna Olofsborg till hertigen 1599.